# Ko Samui (città)
La città di Ko Samui (in thailandese เทศบาลนครเกาะสมุย) è una città maggiore (thesaban nakhon) della Thailandia di 68 994 abitanti (2020). Il territorio comunale, che comprende diverse isole tra le quali la maggiore è Ko Samui, occupa per intero e coincide con il distretto di Ko Samui situato in provincia di Surat Thani, nel gruppo regionale della Thailandia del Sud.

## Geografia fisica

### Territorio
Il territorio comunale ha una superficie totale di 252 km² ed è composto da diverse isole, la più grande delle quali, Ko Samui, ha una superficie di 228,7 km². La maggior parte delle altre isole si trova 25/30 km al largo della costa occidentale di Ko Samui e fanno parte del parco nazionale di Mu Ko Ang Thong, la più grande di queste isole è Ang Thong. Un'altra isola comunale di una certa dimensione è Ko Tean, situata in prossimità della costa sud di Samui.

### Clima
La temperatura è abbastanza uniforme nel corso dell'anno, con differenze contenute tra i mesi più caldi e quelli più freddi. La media mensile massima è di 32,6° a maggio, durante la stagione delle piogge, con un picco di 36,5° registrato in aprile, mentre la media mensile minima è di 23,9° a dicembre, nella stagione fresca, con un picco di 18,6° a gennaio. La media massima mensile delle precipitazioni piovose è di 506,6 mm in novembre, nella stagione delle piogge, con un picco giornaliero di 464,1 mm, sempre in novembre. La media minima mensile è di 54,4 mm in febbraio. La stagione fresca va da dicembre a febbraio, quella secca da febbraio a maggio e quella delle piogge da maggio a dicembre.

## Storia
Il primo ente locale di Ko Samui fu il distretto sanitario istituito il 30 agosto 1956 e riguardava la zona in cui si trova il porto principale di Samui, Nathon. Nel 1963 il distretto fu allargato e comprendeva tutto il territorio di Ko Samui e della vicina isola di Ko Phangan. Nel 1973 fu creato il distretto sanitario di Ko Phangan, che venne staccato da quello di Ko Samui. Nel 1980, il villaggio del sottodistretto di Ang Thong che comprendeva le isole di Ko Chueak, Ko Nok Phao e Ko Rikan fu inglobato nel distretto di Don Sak, Nel 1981, la superficie del distretto sanitario fu portata alle dimensioni attuali del distretto.
Come tutti i distretti sanitari, nel 1999 Ko Samui divenne una municipalità di sottodistretto (Thesaban tambon).
Nel 2008 ottenne lo status di città minore (Thesaban mueang),
e nel 2012 quello di città maggiore (Thesaban nakorn).

## Amministrazione
Il distretto comprende 7 sottodistretti (in thailandese ตำบล, tambon) che a loro volta sono suddivisi in un totale di 39 villaggi amministrativi (in thailandese หมู่บ้าน, muban). Popolazione secondo una stima del Dipartimento di stato della Pubblica Amministrazione riferita all'anno 2017:

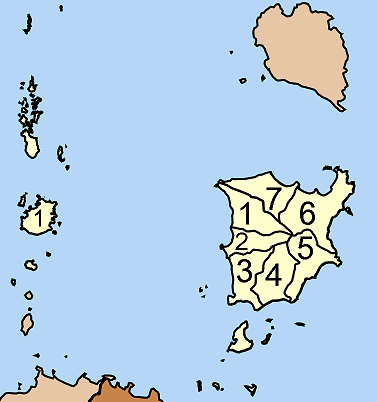
Mappa dei tambon

| Nº     | Tambon      | Thai    | Nº vill. | Pop.   |
| ------ | ----------- | ------- | -------- | ------ |
| 1.     | Ang Thong   | อ่างทอง  | 6        | 13 043 |
| 2.     | Lipa Noi    | ลิปะน้อย  | 5        | 5 432  |
| 3.     | Taling Ngam | ตลิ่งงาม  | 5        | 6 138  |
| 4.     | Na Mueang   | หน้าเมือง | 5        | 5 339  |
| 5.     | Maret       | มะเร็ต   | 6        | 9 051  |
| 6.     | Bo Phut     | บ่อผุด    | 6        | 19 014 |
| 7.     | Mae Nam     | แม่น้ำ    | 6        | 9 248  |
| Totale | Totale      | Totale  | 39       | 67 625 |